# Anemesia karatauvi
Anemesia karatauvi là một loài nhện trong họ Cyrtaucheniidae. Loài này phân bố ờ Tadzjikistan.